# Homalothecium neckeroides
Homalothecium neckeroides är en bladmossart som beskrevs av Jean Édouard Gabriel Narcisse Paris 1896. Homalothecium neckeroides ingår i släktet lockmossor, och familjen Brachytheciaceae. Inga underarter finns listade i Catalogue of Life.